# Сиса Василь Васильович
Василь Васильович Сиса (рос. Василий Васильевич Сыса; 4 березня 1985, м. Челябінськ, СРСР) — російський хокеїст, захисник. Виступає за «Молот-Прикам'я» (Перм) у Вищій хокейній лізі. 
Виступав за: «Салават Юлаєв» (Уфа), «Трактор» (Челябінськ), «Молот-Прикам'я» (Перм), «Дизель» (Пенза), «Торос» (Нефтекамськ), «Єрмак» (Ангарськ), «Казахмис» (Сатпаєв), «Сариарка» (Караганда), «Лада» (Тольятті).